# くちびる (曲)
「くちびる」はGEARSの1枚目のシングル。

## 内容
GEARSのデビュー・シングル。ビーイングとジョー・リノイエによる異色のコラボレート作品。日本コカ・コーラ「アクエリアスNEO」CFイメージソング。

## 収録曲
1. くちびる
作詞:GEARS 作曲:Joe Rinoie 編曲:TONE
2. Mellowがほしい
作詞:GEARS 作曲:朝倉良成 編曲:朝倉良成･星空一郎･仕立屋次郎
3. くちびる(inst.)
4. Mellowがほしい(inst.)

## 参加ミュージシャン
- 三橋博 - ボーカル、ギター
- 熊倉隆 - ドラム、コーラス
  - TONE - キーボード(#1)
  - 寺島良一 - ディレクター、ギター(#1)